# APT攻撃
APT攻撃（APTこうげき、英：Advanced Persistent Threat、持続的標的型攻撃）はサイバー攻撃の一分類であり、標的型攻撃のうち「発展した／高度な（Advanced）」「持続的な／執拗な（Persistent）」「脅威（Threat）」の略語で長期間にわたりターゲットを分析して攻撃する緻密なハッキング手法、または集団。「ターゲット型攻撃(APT)」とも訳される。
独立行政法人 情報通信研究機構（NICT）のサイバー攻撃対策総合研究センター（CYREC）では「特定の相手に狙いを定め、その相手に適合した方法・手段を適宜用いて侵入・潜伏し、数か月から数年にわたって継続するサイバー攻撃」としている。世界のセキュリティー業界では、組織名不明のクラッカー組織を見つけると、イランに拠点を置くハッカー組織APT33、ロシアのAPT29、北朝鮮のAPT38のように「APT＋数字」で名前を付ける。

## 経緯
特定の組織内の情報を窃取するためのコンピュータウイルスやマルウェアが標的型脅威（Targeted threat）と分類され、これらを用いるサイバー攻撃が標的型攻撃と呼ばれるようになり、無差別に行われる他のサイバー攻撃と区別していた。
2005年7月には、標的型攻撃の中でも、高度な技術を駆使するものについての警告がイギリスのUK-NISCCとアメリカのUS-CERTから発行された

。ただし、当時はまだAPT（Advanced Persistent Threat）という用語は用いていなかった。
最初にAPT（Advanced Persistent Threat）という用語を用いたのは、2006年、アメリカ空軍においてであったという。
正体不明の敵による攻撃について論じる際に、この用語は適していたという

。
この用語を最初に用いた人物として、当時アメリカ空軍のコロネル（大佐）であったグレッグ・ラットレイ（Greg Rattray）が挙げられている。彼は、機密性の高い攻撃活動を外部向けに説明するため、APTという言葉を非機密用語として導入したとされる。
今日、APT攻撃は、標的型攻撃の中で区別されるようになっている

。
2010年1月、Googleの中国拠点等において発生した「オーロラ作戦（Operation Aurora）」という一連の攻撃事件が話題になった
。
2010年6月、中東の原子力施設を狙った「スタックスネット（Stuxnet）」というコンピュータワームが発見された。
2010年12月に独立行政法人 情報処理推進機構（IPA）から内容的にAPT攻撃についてのレポートが公開された
。
2013年4月に独立行政法人 情報通信研究機構（NICT）が設立した「サイバー攻撃対策総合研究センター（CYREC）」の設立理由の筆頭に、このAPT攻撃が記述されている
。

## 攻撃プロセス
攻撃プロセスは、次のように整理できる
 。
- 初期侵害（Initial Compromise）：バックドア不正プログラム投入（通常の標的型攻撃）
- 拠点確立（Establish Foothold）：バックドアとの通信を確立、追加機能投入
- 権限昇格（Escalate Privileges）：パスワードクラック、パス・ザ・ハッシュ（Pass the hash）等
- 内部偵察（Internal Reconnaissance）：イントラネット構成調査
- （水平展開（Move Laterally）：イントラネット内を移動）←反復
- （存在維持（Maintain Presence）：バックドアの追加設置等）←反復
- 任務遂行（Complete Mission）：情報の窃取（ファイル圧縮・ファイル転送等）

## 緩和戦略
イントラネットの設計・構築・運用管理において、多層防御を行う必要がある
。
- 潜入しているマルウェア（遠隔操作ツール RAT）を発見するためには、そのRATが行うネットワーク内外への通信を捉えることが重要である[19][8]。

- クライアントPCについて、Windows標準のセキュリティ機能（ZoneID、AppLocker等）を設定することによって、メール添付ファイルの実行を抑止できる[20]。

- マルウェアを検出したクライアントPCをネットワークから自動遮断するソリューションを活用することができる[21]。

- スーパーユーザーのアクセス権限の設定において、アイデンティティ管理ソリューションの、いわゆる特権ID管理ソリューションを活用することができる。

- 攻撃者が心理的に「内部偵察」しにくいようにイントラネットのシステムを設計し、攻撃者の「内部偵察」活動を発見するための「トラップ（罠）」を設置し、システム管理者が「水平展開」活動に早期に気付くことができるようにする必要がある。

- 攻撃の痕跡をデータログに捕捉できるようにサービスや機器を設定する[22]。

- 各システムのデータログを関連付けて把握し易くするためにはSIEM（Security Information and Event Management）ツールを導入する。その前提として、各システムの時計を同期させておく必要がある。

組織内にCSIRT（Computer Security Incident Response Team）を編成し、運営する。

## APTグループ
| 国名           | APT           | グループ名                    | 別名 | 出典                        |
| -------------- | ------------- | ----------------------------- | --- | --------------------------- |
| 中国           | APT1          | 中国人民解放軍61398部隊       | Comment Crew、Comment Panda、GIF89a、Byzantine Candor                                                                                               | [ 24 ]                      |
| 中国           | APT2          | PLA Unit 61486                | |                             |
| 中国           | APT3          | Buckeye                       | UPS Team | [ 25 ]                      |
| 中国           | APT4          |                               | Maverick Panda、Sykipot Group、Wisp | [ 24 ]                      |
| 中国           | APT6          |                               | | [ 24 ]                      |
| 中国           | APT7          |                               | | [ 24 ]                      |
| 中国           | APT8          |                               | | [ 24 ]                      |
| 中国           | APT9          |                               | | [ 24 ]                      |
| 中国           | APT10         | Red Apollo                    | APT10 (by Mandiant)、MenuPass (by ファイア・アイ)、Stone Panda (by Crowdstrike)、POTASSIUM (by マイクロソフト)                                      | [ 26 ] [ 27 ]               |
| 中国           | APT12         | Numbered Panda                | Calc Team | [ 24 ]                      |
| 中国           | APT14         |                               | | [ 24 ]                      |
| 中国           | APT15         | ニッケル (ハッカー集団)       | KE3CHANG、Vixen Panda、Royal APT、Playful Dragon | [ 28 ]                      |
| 中国           | APT16         |                               | | [ 24 ]                      |
| 中国           | APT17         | Tailgator Team、DeputyDog     | | [ 24 ] [ 29 ]               |
| 中国           | APT18         | Wekby                         | | [ 24 ]                      |
| 中国           | APT19         | Codoso Team                   | |                             |
| 中国           | APT20         | Wocao                         | Twivy | [ 30 ] [ 31 ]               |
| 中国           | APT21         | Zhenbao                       | | [ 24 ]                      |
| 中国           | APT22         | Barista                       | | [ 24 ]                      |
| 中国           | APT23         |                               | | [ 24 ]                      |
| 中国           | APT24         | PittyTiger                    | | [ 24 ]                      |
| 中国           | APT25         |                               | Uncool、Vixen Panda、Ke3chang、Sushi Roll、Tor | [ 24 ]                      |
| 中国           | APT26         |                               | | [ 24 ]                      |
| 中国           | APT27         |                               | | [ 32 ]                      |
| 中国           | APT30         | PLA Unit 78020                | Naikon |                             |
| 中国           | APT31         | ジルコニウム (ハッカー集団)   | | [ 33 ] [ 34 ]               |
| 中国           | APT40         | APT40                         | BRONZE MOHAWK、FEVERDREAM、G0065、Gadolinium、GreenCrash、Hellsing、Kryptonite Panda、Leviathan、MUDCARP、Periscope、Temp.Periscope、Temp.Jumper    |                             |
| 中国           | APT41         | ダブルドラゴン (ハッカー集団) | Winnti Group、Barium、Axiom | [ 35 ] [ 36 ] [ 37 ] [ 38 ] |
| 中国           |               | Tropic Trooper                | | [ 39 ] [ 40 ]               |
| 中国           |               | ハフニウム                    | | [ 41 ] [ 42 ]               |
| イラン         | APT33         | Elfin Team                    | Refined Kitten(by Crowdstrike)、マグナリウム (by Dragos)、ホルミウム (by マイクロソフト)                                                            | [ 43 ] [ 44 ] [ 45 ]        |
| イラン         | APT34         | Helix Kitten                  | |                             |
| イラン         | APT35         | Charming Kitten               | APT35 (by Mandiant)、Phosphorus (by Microsoft)、Ajax Security (by ファイア・アイ)、NewsBeef (by カスペルスキー)                                     |                             |
| イラン         | APT39         |                               | |                             |
| イラン         |               | Pioneer Kitten                | | [ 50 ]                      |
| イスラエル     |               | 8200部隊                      | |                             |
| 北朝鮮         |               | キムスキー                    | ベルベット・チョンリマ、ブラック・バンシー |                             |
| 北朝鮮         | APT37         | Ricochet Chollima             | Reaper、ScarCruft |                             |
| 北朝鮮         | APT38         | ラザルスグループ              | |                             |
| ロシア         | APT28         | ファンシーベア                | Fancy Bear、APT28 (by Mandiant)、Pawn Storm、Sofacy Group (by Kaspersky)、Sednit、Tsar Team (by ファイア・アイ)、ストロンチウム (by マイクロソフト) | [ 51 ] [ 52 ]               |
| ロシア         | APT29         | コージーベア                  | CozyCar、CozyDuke (by F-Secure)、Dark Halo、The Dukes (by Volexity)、NOBELIUM、Office Monkeys、StellarParticle、UNC2452、YTTRIUM                    |                             |
| ロシア         |               | サンドワーム                  | Unit 74455、Telebots、ブードゥー・ベア、アイアン・バイキング                                                                                        | [ 56 ]                      |
| ロシア         |               | ベルセルクベア                | Crouching Yeti、Dragonfly、Dragonfly 2.0、DYMALLOY、Energetic Bear、Havex、IRON LIBERTY、Koala、TeamSpy                                             | [ 57 ] [ 58 ] [ 59 ]        |
| ロシア         | FIN7          |                               | |                             |
| ロシア         | Venomous Bear |                               | |                             |
| アメリカ       |               | イクエーション・グループ      | | [ 60 ]                      |
| ウズベキスタン |               | サンドキャット                | ウズベキスタン国家保安庁 | [ 61 ]                      |
| ベトナム       | APT32         | OceanLotus                    | | [ 62 ] [ 63 ]               |
| 不明           | APT5          |                               | | [ 24 ]                      |